# Northam, Devon
Northam är en ort och civil parish i Storbritannien.   Den ligger i grevskapet Devon och riksdelen England, i den södra delen av landet, 290 km väster om huvudstaden London. Northam ligger 62 meter över havet och antalet invånare är 7 668.
Terrängen runt Northam är platt. Havet är nära Northam åt nordväst. Runt Northam är det ganska tätbefolkat, med 62 invånare per kvadratkilometer. Närmaste större samhälle är Barnstaple, 12,2 km öster om Northam. Trakten runt Northam består i huvudsak av gräsmarker.